# Lepanthopsis hotteana
Lepanthopsis hotteana là một loài thực vật có hoa trong họ Lan. Loài này được (Mansf.) Garay mô tả khoa học đầu tiên năm 1953.